# Fulbright Tower
Fulbright Tower je mrakodrap v texaském městě Houston. Má 52 pater a výšku 221 metrů, je tak 9. nejvyšší mrakodrap ve městě. Byl dokončen v roce 1982, za designem budovy stojí Caudill Rowlett Scott. V budově se nachází převážně kancelářské prostory, které obsluhuje celkem 29 výtahů.
Mrakodrap byl pojmenován na počest Jamese Williama Fulbrighta (1905–1995), občana státu Arkansas a jednoho z nejdéle sloužících senátorů senátu Spojených států amerických. Pro vzdělání studentů celého světa se zasloužil tím, že již roku 1946 založil nadaci, která udílí Fulbrigtovo stipendium. Z tohoto fondu je každoročně rozdělováno na 8.000 stipendií pro studenty a doktorandy vysokých škol na celém světě, včetně České republiky.